# 印第安斯普林斯 (加利福尼亞州馬德拉縣)
印第安斯普林斯（英語：Indian Springs）是位於美國加利福尼亞州馬德拉縣的一個非建制地區。該地的面積和人口皆未知。

## 地理
印第安斯普林斯的座標為37°03′42″N 119°43′57″W / 37.06167°N 119.73250°W，而該地的平均海拔高度為160米（即525英尺）。